# 全部族インディアン連合財団
全部族インディアン連合財団（ぜんぶぞくインディアンれんごうざいだん）は、アメリカインディアンの文化・教育機関。略称はUIATF。

## 概略
「全部族インディアン連合財団」（UIATF）は、1970年に結成された、ワシントン州シアトル市に本部を置くインディアン民族の非営利団体、教育機関である。「UIATF」の公式サイトは、この団体を次のように説明している。
「UIATF」は、アメリカインディアンが彼らの多様な文化を維持し、促進できる場所として、「インディアン文化・教育センター」（Indian Cultural-Educational Center）を設立し、その恒久的運営によって、「アメリカ先住民族」の歴史と現在について、人々を教育することを目的としている。また、インディアンや「アメリカ先住民族の部族の主権」及び、彼らの「文化と経済の独立の維持」を支援し、「インディアンの社会的、教育的、経済的、文化的な幸福の改善」を掲げている。

### 「アーバン・インディアン」たちの決起
「UIATF」は、「全部族インディアン」によって結成された。「全部族インディアン」とは、シン・アイクスト族のバーニー・ホワイトベアーや、リチャード・オークス（モホーク族）といった、「アーバン・インディアン」の若者たちが、自分たちを総称したものである。
1950年代初頭から、合衆国政府はインディアン諸部族の解消方針を強め、約10年間で100を超えるインディアン部族が連邦認定を取り消され、「絶滅」したことにされていった。なかでも1956年に施行された「インディアン移住法」は、保留地から都市部へインディアンを放逐させるものであり、この法によって多くのインディアン部族はその共同体を破壊された。内務省「BIA」（インディアン管理局）と「IHS」（インディアン健康サービス局）は、保留地のインディアンたちに都市部での仕事を斡旋し、インディアンたちに「もう保留地には戻らない」と一筆書かせた。
限界集落化されたインディアン部族に対し、合衆国は連邦条約で保証した権利一切を剥奪して、領土である保留地の保留を解消し、これを没収した。都会に放逐されたインディアンはBIAや部族会議の管轄外であり、部族の絶滅認定は結果的に連邦の対インディアン予算を軽減させるものとなった。また、インディアン部族から没収した土地には、豊富な地下資源があったことも、この「絶滅政策」を大々的に奨励させた。「UIATF」創始者メンバーの一人、ランディ・ルイスはこう述べている。
「国で最も豊かだった保留地が、一夜にして、最貧困地になった。」
この結果、保留地を追われた「アーバン・インディアン」（都市部在住のインディアン）たちの、1950年には700人だったシアトル市への流入人口は、1970年には4000人に達していた。シアトル市内に彼らの領土（保留地）は無く、1960年に、キャサリン・トラウらインディアン女性たちが市内に設立したインディアン互助団体「シアトル・インディアン・センター」だけが、シアトルの「アーバン･インディアン」たちの唯一の拠り所となっていた。白人中心の大都会でインディアンたちは就職差別を受け、満足に定職を持てず、路頭に迷っていた。1969年にバーニー・ホワイトベアーらシアトルのインディアン運動家たちは、雇用改善のための運動団体「キナテチタピ」（雇用）を結成し、市当局への働きかけを行ったが、何の成果も上げられなかった。
またこれと同時にワシントン州は、ボブ・サタイアクムら地元のインディアン運動家たちによる、インディアンの漁業水利権を巡った実力行使運動「フィッシュ＝イン」によって騒然としていた。「フィッシュ＝イン」とは、インディアンの条約生得権であるサケ漁を禁じるワシントン州法に逆らい、伝統的な投網漁でサケを「一斉に釣る」という直接抗議である。州は警察と組んでこの「フィッシュ＝イン」を徹底弾圧し、インディアンに対する暴力逮捕が日常的に行われる異常事態となっていた。この民族運動は他州のインディアンだけでなく、マーロン・ブランドやジェーン・フォンダといった白人の有名人、「全米黒人地位向上協会」（NAACP）、「ブラック・パンサー党」などの黒人公民権運動団体も後援を行い、全米の耳目を集める一大民族運動となっていた。
ワシントン州は、このようなインディアン運動家たちによる一大権利運動に揺れに揺れていたが、彼らの母体である部族会議はむしろ州側に立った。「部族会議」（部族政府）の設立をインディアンの保留地に義務付けた1934年の「インディアン再編成法」の成立以来、インディアン伝統の合議制民主主義に相対する首長制の「部族会議」（部族政府）は部族を二分し、連邦政府の傀儡として腐敗する一方だった。ワシントン州沿岸部の「相互部族間会議」は、州の保全調査に賛同し、生得権を放棄しかねない勢いだった。「アーバン･インディアン」の若者たちが主体となった権利運動団体「全米インディアン若者会議」（NIYC）スポークスマンであり、ポンカ族の運動家クライド・ウォーリアーは、1967年の「地方の貧困に関する大統領査問委員会」で、次のような証言を行っている。
「我々には自由がない。我々には選択がない。我々の選択肢は我々のために作られているというのに、我々はただ貧しい。保留地にたよって暮らす我々にとって、これらの選択と決定は連邦管理官と役人、そして彼らの『イエスマン』によってなされている。この『イエスマン』とは、婉曲的に『部族政府』と呼ばれている。」　

### 「全部族インディアン」の結成
彼らにとって「部族会議」は何の助けにもならなかった。「BIA」（インディアン管理局）も「IHS」（インディアン医療サービス）も、「アーバン･インディアン」に連邦条約の一切を認めず、何の援助も行わなかった。シアトルに住む多数の「アーバン・インディアン」は、「連邦の援助プログラムや資金提供が中部地域の黒人にばかり偏っている」と不満を高まらせていた。数100万ドルの連邦資金はすべて市の中部地域に集中し、彼らは無視されていた。「シアトル・インディアン・センター」はあいも変わらず借家住まいで、運営資金は寄付に頼る状況だった。バーニーはこの民族運動の中で、なによりも基盤の脆弱な「アーバン・インディアン」たちの結束こそ民族運動に不可欠な課題と考えた。バーニーはこの運動の中で、「インディアン」の民族名の独自性にこだわり、他の「アメリカ先住民」と総括され、「ネイティブ・アメリカン」と呼ばれることを嫌った。何よりもインディアンたちがまず結束しなければならなかった。
1969年9月、バーニー・ホワイトベアーは「アーバン･インディアンの結束」を呼び掛け、「部族会議」や「部族」を超えた、「アーバン･インディアン」の集まりとして、「全部族インディアン」構想を掲げた。これにリチャード・オークス、ジョン・トルーデルといったインディアン運動家たちが賛同。インディアン民族運動の新しい取り組みである「全部族インディアン」は、ワシントン州やカリフォルニア州の若い「アーバン･インディアン」の大学生や学院生たちによってメンバーを増やしていき、「全米インディアン若者会議」（NIYC）や「アメリカインディアン運動」（AIM）とも提携を強めていった。彼らの戦略は、「好戦的」で「対決的」な「直接行動」であり、「非暴力抗議」だった。その実践として決行されたのが、同年11月の「アルカトラズ島占拠事件」だった。
「全部族インディアン」の抗議手法は、「NIYC」や「AIM」といった急進的なインディアンの若者たちがしばしば「アンクル・トマホーク」と呼んだ、彼らよりも一世代上の部族会議のメンバーのロビー活動を主体とした戦略と対照をなしていた。この占拠には、「NIYC」のほか、「AIM」も協力し、最終的に5000人以上の抗議者が参加した。バーニーら若いインディアンの活動家たちは、全米のメディアの注目を集めることに成功し、「アーバン･インディアン」の窮状にメディアの注目を集めることに成功した。彼らの究極の目標は、アルカトラズ島に「アメリカインディアン大学」と「インディアン文化センター」を設立することだった。この点では失敗したが、構想そのものは、シアトルを含め、全米で不満を高める「アーバン･インディアン」に大きな影響を与えることとなった。

### 「ロートン砦」の占拠
ちょうどこの年、リチャード・ニクソン大統領は、ヘンリー・M・ジャクソンとワレン・マグヌソンが提出した「公正な市場価格の0～50%の対価によって、非連邦政府体が連邦の余剰の土地を取得できる」との法案請求に署名した。シアトルには、ピュージェット湾を望む米軍の「ロートン砦」があったが、米軍はこの基地の廃棄を宣言していた。この新しい法律によって、シアトル市は「ロートン砦」をただで取得できるはずだった。これを受けて、キャサリン・トラウら「AIWSL」と「キナチテタピ」は繰り返し、「インディアン文化センター」用地として、「ロートン砦」を取得するようシアトル市に請願した。しかし、市はその要求を拒否し、連邦認定されていない「アーバン・インディアン」を、「BIA」（インディアン管理局）が相手にしないことを知っていながら、彼らにこれを「BIA」に訴えるようたらい回しにした。バーニーと仲間たちは、シアトル市のこの態度は、「アーバン･インディアン」の切り捨てであるととらえた。この一件が「アルカトラズ占拠事件」の直後だったため、バーニーはこの新しい法律を、政治的な行動の機会ととらえた。　
1970年3月8日、バーニー・ホワイトベアー、ボブ・サタイアクムら「全部族インディアン」を先導者として、アンテナに赤い旗を結び付けた、800mに及ぶ自動車キャラバンの二列縦隊が、シアトル市南部の廃棄された米軍の「ロートン砦」基地跡に侵入し、ここを占拠した。彼らの目的はこの場所を、シアトルの「アーバン･インディアン」のための、「文化的社会福祉事業センター」とすることだった。市警官隊は彼らを不法侵入者として女・子供も構わず暴行逮捕し、強制排除を図って一大抗争となった。バーニー・ホワイトベアーはこの日、次のように宣言した。
「我々アメリカインディアンは、すべてのアメリカインディアンの名において、その「発見」（discovery）の権利により、「ロートン砦」として知られている土地を再使用いたします。」
「発見の権利」とは、アメリカ合衆国の歴史についてよく使われる、「クリストファー・コロンブスがアメリカ大陸を発見した」という言い回しを揶揄したものだった。コロンブスが上陸する以前から、この大陸にはインディアン民族が既に住んでいた。コロンブスに「発見の権利」があるなら、インディアンにはなおさら「発見の権利」があるはずだという主張である。また、バーニーたちはこの占拠抗議行動を、自ら「Invade」（侵略、侵入）と呼んで広報した。これはすなわち、インディアンが白人から「侵略された」歴史を揶揄したものである。
基地跡から強制退去された彼らは門前で座り込み抗議を行い、数度にわたって再占拠を試み、市当局による暴行は連日マスコミによって報道された。この再占拠行動にはジム・ソープの娘であるグレース・ソープも加わっていた。バーニーらは行き詰った実力行使から、4月1日を以て占拠抗議を取り下げ、シアトル当局を相手にした事務的交渉に戦略転換することを決定した。

### 「全部族インディアン連合財団」の設立
ここからバーニーに大きく力を貸したのが白人女優のジェーン・フォンダだった。ジェーンは交渉の仲介人として、主演映画『バーバレラ』（1968年）さながらの出で立ちでマスコミ相手に演説を行い、全米のメディアはジェーンの言動に釘づけになった。大女優の影響力は、交渉の場に政治家を同席させることとなった。これに「アメリカインディアン国民会議」（NCAI）と、40以上の非インディアン団体の後押しが加わり、バーニーらはここに「全部族インディアン連合財団」（UIATF）を結成。「BIA」（インディアン管理局）のルイス・ブルース局長との公式会見を実現させたのである。
交渉完了まで、バーニーを委員長とする「UIATF」の委員会は、問題の土地を「連邦余剰地」として保留させる（連邦保留地とする）よう連邦政府を説得。「BIA」としてはこの議題は「アーバン・インディアンは相手にしない」という方針に反するものだったため、ブルース局長は内務省から保留の解除のための圧力を受けた。が、「UIATF」は市と同格の申請者となり、同時にシアトル市はこの土地を取得不可とされ、ウェス・ウールマンシアトル市市長を「長年の請願が無駄になった」として怒らせた。バーニーはウールマン市長にこう言っている。
「彼らが都市の中に土地を持つために、この10年の間、どれだけ模索したか理解してください。むしろ私は、我々が300年間にわたって不正を甘んじさせられていることを覚えておいて欲しいですね。」
「乗っ取り」から3カ月後、シアトル市議会は市に対し、インディアン側と交渉するよう通告。民主党大統領候補だったジャクソン上院議員がイメージアップを図って旗振り役となったのがこの決定に影響した。1971年6月に始まった交渉は、11月まで長引いた。結果、連邦政府は「UIATF」と「全部族インディアン」に対し、「再交渉なしで99年間、基地の跡地80,940㎡を無償貸与する」と同意した。両者間協定は1972年3月29日に承認締結され、「余剰土地」は8月30日に正式譲渡された。バーニーはこの歴史的協定をこう評している。
「これは、『条約』ではありません。白人は、条約に従いません。これは、『法的』かつ『拘束的』な『協定』なのです。」
合衆国が1778年にインディアン条約第1号を結んで以来、「連邦が信託保留した土地」、つまりインディアンの領土としての「保留地」（Reservation ）は、常に対象を部族単位としていた。この協定は、特定の部族ではない、都市に住む不特定の部族のインディアンである「アーバン・インディアン」のために土地を保留したものであり、まさに画期的かつ歴史的なものだった。

### 「夜明け星の文化センター」の設立

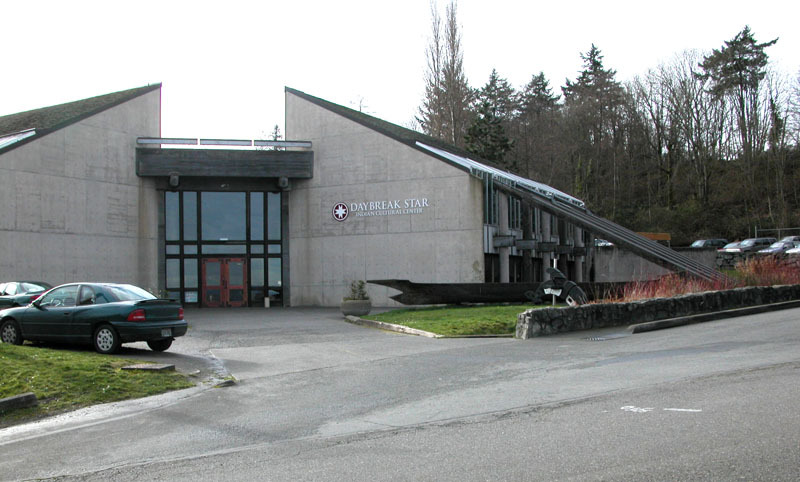
夜明け星のインディアン文化センター

1973年3月、シアトルの街は、「インディアン文化の中心地」の開発のため、一般収益分配金の50万ドルを供出。経済開発局（EDA）は25万ドルの追加助成金を提供し、「UIATF」ではコルビル連邦、キノールト族、マカー族が主となり、木材売却によって資金を拠出。1975年9月27日までに、総建設費は120万ドルに達した。バーニーらは1万エーカー（約40ｋ㎡）の土地の譲渡を要求したが、結局獲得できた土地は40エーカー（80,940㎡）に過ぎなかった。とはいえ、この米軍跡地は「インディアンの発見の権利に基づく土地」として、「ディスカバリー公園」として整備されることとなった。
1977年5月13日、バーニーの兄であるローニー・レイエスが設計を助けた建物が完成。「アーバン・インディアン」たちの伝統文化や健康管理、公共医療、生活の総合教育施設である「夜明け星の文化センター」として開設され、「全部族インディアン連合」の本拠となった。「UIATF」の公式サイトは、この施設を次のように説明している。

## 活動内容

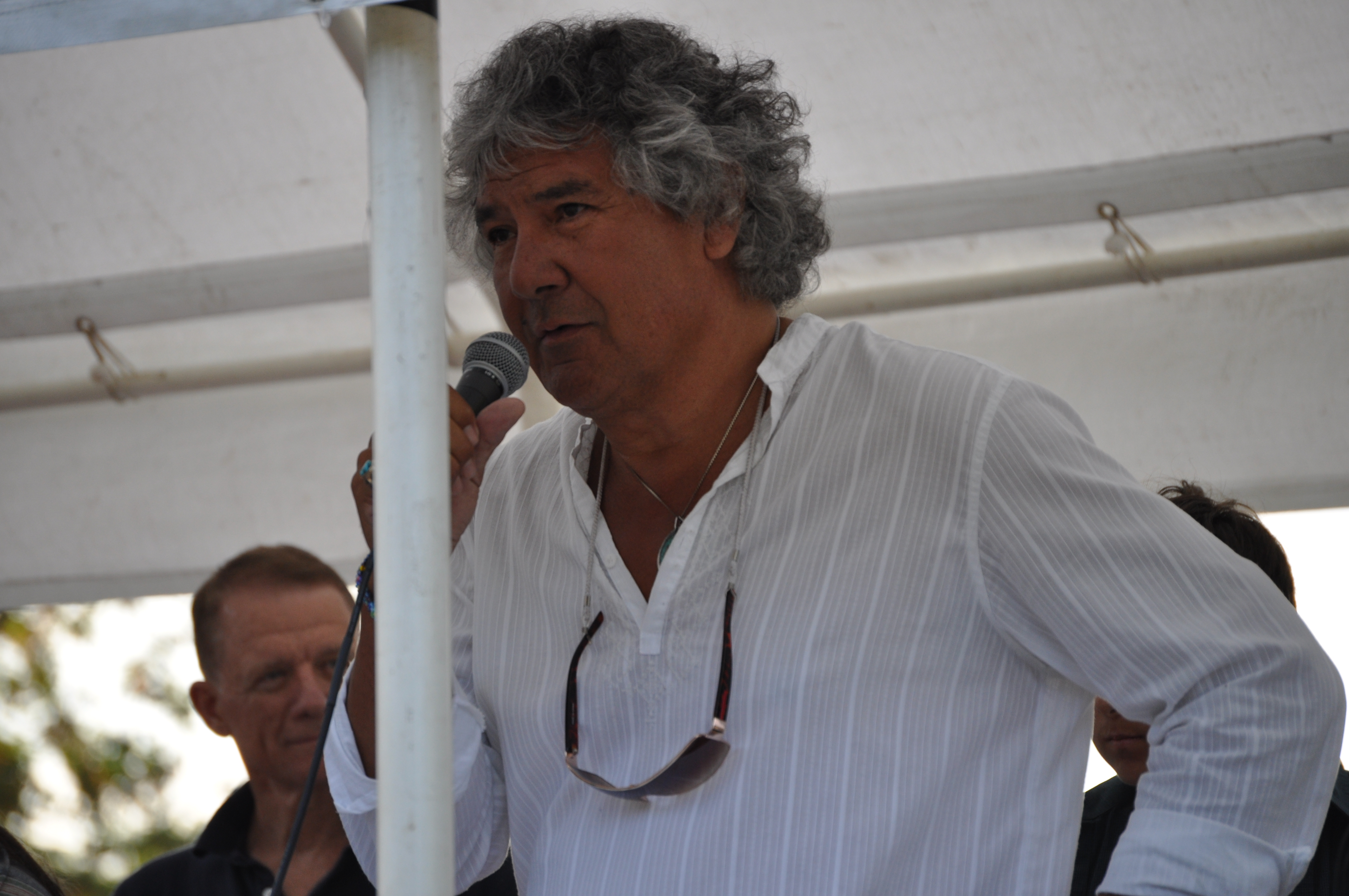
「シー・フェアー・インディアン・デー」で壇上に立つ「UIATF」前代表のマーティー・ブルーウォーター（2009年７月）

同団体は「夜明け星の文化センター」を本拠とし、様々な文化・教育活動を行っている。活動内容はバーニー・ホワイトベアーの構想を基本としている。
「夜明け星の文化センター」は「夜明け星の財団」（Daybreak Star Foundation）によって運営されており、その活動の一つとして、「聖なる輪のアート・ギャラリー」（Sacred Circle Art Gallery）を開設し、現代インディアン芸術家たちの作品の常設展示を行っている。2000年にバーニーが死去した後、このギャラリーは「夜明け星のインディアン・ギャラリー」（Daybreak Star Indian Art Gallery）として再編成されている。
また、「インディアン児童福祉サービス」として、インディアンの児童を対象とした各種医療、身寄りのないインディアン児童のための宿泊施設を提供し、インディアン民族の文化教育プログラム、薬物使用者のための更生プログラム、幼児教育など多岐にわたっている。これらはバーニーがキャサリン・トラウらと取り組んだ「アメリカインディアン女性奉仕連盟」（AIWSL）や「シアトル・インディアン・センター」の流れを汲んだものである。
シアトル市主宰の恒例行事「シー・フェアー」（Seafair）にも例年参加しており、「シー･フェアー・インディアン・デー」（Seafair Indian Days）として、中西部部族も含んだ大規模なパウワウを開催している。バーニーの死去で中断しているが、カヌー祭の主催もプログラムに組まれている。